# Meteorologiåret 1923

## Händelser

### Februari
- 5 februari - Med –54,4° C i Doucet noteras nytt köldrekord för Québec, Kanada.[1].
- 12-14 februari - Minnesota, USA drabbas av en svår snöstorm då smutsig snö från North Dakota blåser in.[2]

### Maj
- 9 maj - Sydöstra Michigan noterar nytt rekord, med 6 inch snö sedan temperaturen sjunkit från 62 till 34 grader mellan klockan 13.00 och 18.00 föregående dag.[3]

### Juni
- 24 juni – Sverige upplever en mycket kall midsommar, med snöfall i Svenska Fjällen, bland annat i Dalarna [4].

### September
- 12 september – Tidig snö faller i Minnesota, USA.[5]

### Oktober
- 1 oktober – Cirka 60 broar i Prince Edward Island förstörs då nordostliga stormar på upp till 110 kilometer i timmen drabbar östra Kanada.[1]

### December
- 24 december – Hela Danmark upplever en så kallad "vit jul".[6]
- 25 december – Sverige upplever en typiskt "vit jul".[7]

### Okänt datum
- I Sverige ersätts Finemans anemometer av en efterföljare konstruerad av Johan Sandström.[8]

## Födda
- 23 mars – Joanne Simpson, amerikansk meteorolog.
- 18 augusti – Basil John Mason, brittisk meteorolog.
- 9 november – Jack Scott, brittisk meteorolog.

## Avlidna
- 5 april – Nils Ekholm, svensk meteorolog.
- juli – Emil J.N. Brandt-Hinselmann, tysk ämbetsman och meteorolog.
- 9 november – Hugo Hamberg, svensk meteorolog.

### Fotnoter
1. 1 2  ”Dan, Dan the Weatherman's Canadian Weather Trivia Page”. Arkiverad från originalet den 9 september 2013. https://web.archive.org/web/20130909001246/http://www.dandantheweatherman.com/cantriv.html. Läst 7 mars 2011.
2. ↑  Famous Minnesota Winter Storms (Listed Chronologically) Arkiverad 7 januari 2009 hämtat från the Wayback Machine.
3. ↑  National Weather Service
4. ↑  SMHI
5. ↑  ”Arkiverade kopian”. Arkiverad från originalet den 26 juli 2010. https://web.archive.org/web/20100726102501/http://www.climate.umn.edu/pdf/day_in_weather_history/september_wx_history.pdf. Läst 16 februari 2011.
6. ↑  DMI
7. ↑  När Var Hur 2001, DN
8. ↑  SMHI Arkiverad 12 september 2011 hämtat från the Wayback Machine.